# Escuela Superior de Mayfield
La Escuela Superior de Mayfield es una escuela preparatoria universitaria católica independiente, fundada en 1931 para mujeres jóvenes de los grados 9-12. Está patrocinado por la Sociedad del Santo Niño Jesús, miembro de la Red de Escuelas del Santo Niño y está guiado por la filosofía educativa de la fundadora de la Sociedad, Cornelia Connelly.

## Descripción
Mayfield está afiliado a la Arquidiócesis de Los Ángeles. La inscripción total es de aproximadamente 330, con una proporción de docentes/estudiantes de 1:7, un tamaño promedio de clase de 15, tiene una tasa de aceptación universitaria del 100 % y es étnicamente diversa en un 52 %. La escuela ubicada en 500 Bellefontaine Street en Pasadena, California. Ofrece nueve programas del Conservatorio de las Artes y 23 equipos competitivos en 12 deportes.

## Historia
La Escuela Mayfield fue fundada en 1931 por la Sociedad del Santo Niño Jesús por invitación de John Joseph Cantwell, entonces obispo de Los Ángeles-San Diego (como se conocía entonces a la Arquidiócesis de Los Ángeles). En 1950, la escuela se dividió en Senior y Junior Schools debido a limitaciones de espacio y regulaciones de zonificación. La Escuela Junior (K - 8) permanece en el campus original de Euclid Avenue, mientras que la Escuela Senior (escuela secundaria) se mudó a su ubicación actual en Bellefontaine Street. La escuela superior sigue siendo solo para niñas, mientras que la escuela secundaria se convirtió en mixta después de la división.

## Programas académicos
Ofrece 28 clases AP. Los estudiantes toman clases en ocho áreas temáticas diferentes: Inglés, Bellas Artes, Idiomas del Mundo, Matemáticas, Educación Física, Teología, Ciencias y Estudios Sociales.

Mayfield está acreditada por la Asociación Occidental de Escuelas y Universidades. La escuela también es miembro de:
| - Asociación de Escuelas Independientes de California - Asociación de Escuelas Independientes del Área de Pasadena - Asociación Nacional de Consejería Universitaria - Asociación Nacional de Educación Católica - Asociación Nacional de Escuelas Independientes - Asociación Occidental de Consejería de Admisión a la Universidad | - Coalición Nacional de Escuelas para Niñas - Consejo para el Avance y Apoyo a la Educación - Junta de Examen de Ingreso a la Universidad - Oficina de Registros Educativos - Red de Escuelas del Santo Niño |  |

Mayfield tiene dos consejeros universitarios de tiempo completo que ayudan a cada estudiante con el proceso de solicitud de ingreso a la universidad. Samantha Pieper y Lynn Maloney brindan estándares de admisión, tendencias y procedimientos para ayudar a guiar a los estudiantes y sus familias. La consejería universitaria es una extensión de la educación de Mayfield y cada estudiante tiene acceso a ambos consejeros. Ambos consejeros se mantienen actualizados con sus conocimientos al visitar las universidades cada año. Esto ayuda a dar a las niñas la mejor oportunidad de adaptar la escuela con el mejor "ajuste".

## Strub Hall
Originalmente conocida como la mansión Marshallia, Strub Hall, en Grand Avenue, fue construida en 1919. Se convirtió en el hogar del campus de Mayfield en Bellefontaine en 1950, después de haber sido obsequiada por el Dr. Charles H. Strub y su esposa, Vera.

## En la cultura popular
Mayfield también ha servido como lugar de rodaje para muchos programas de televisión y películas, como Marvel's Runaways, The Lost World: Jurassic Park, The Nutty Professor, All About Steve y Legally Blonde.